# Chlorita
Chlorita är ett släkte av insekter som beskrevs av Franz Xaver Fieber 1872. Chlorita ingår i familjen dvärgstritar.

## Dottertaxa tillChlorita, i alfabetisk ordning[1][2]
- Chlorita aclydifera
- Chlorita akdzhusani
- Chlorita albomaculata
- Chlorita alticola
- Chlorita antoniana
- Chlorita aphyoda
- Chlorita aquatheca
- Chlorita arenicola
- Chlorita augustinica
- Chlorita badhysi
- Chlorita beieri
- Chlorita brevispina
- Chlorita callistusi
- Chlorita caspica
- Chlorita convoluta
- Chlorita curvidentata
- Chlorita cylindrica
- Chlorita derbetica
- Chlorita dluga
- Chlorita dumosa
- Chlorita edithae
- Chlorita elytri
- Chlorita erecta
- Chlorita eremophila
- Chlorita exilis
- Chlorita faurea
- Chlorita forcipigera
- Chlorita formosicola
- Chlorita glaucescens
- Chlorita gruba
- Chlorita helichrysi
- Chlorita hortensis
- Chlorita hungarica
- Chlorita kampalensis
- Chlorita korovini
- Chlorita krasheninnikovi
- Chlorita krotka
- Chlorita kyzylkumi
- Chlorita lanceolata
- Chlorita maritima
- Chlorita matsumurai
- Chlorita melasma
- Chlorita mendax
- Chlorita minima
- Chlorita moganica
- Chlorita multinervia
- Chlorita naudei
- Chlorita nearctica
- Chlorita nervosa
- Chlorita nubica
- Chlorita orientalis
- Chlorita oshanini
- Chlorita osmanica
- Chlorita paolii
- Chlorita pasiasta
- Chlorita plamista
- Chlorita popovi
- Chlorita prasina
- Chlorita prosta
- Chlorita pura
- Chlorita pusilla
- Chlorita quadridens
- Chlorita rauni
- Chlorita redea
- Chlorita santolinae
- Chlorita scopariae
- Chlorita shartusica
- Chlorita subulata
- Chlorita sulphurea
- Chlorita szelenica
- Chlorita tamaninii
- Chlorita tarrogonica
- Chlorita tasmaninii
- Chlorita tessellata
- Chlorita thracia
- Chlorita thymi
- Chlorita tolae
- Chlorita uburchangaia
- Chlorita unispina
- Chlorita uvaroviana
- Chlorita vana
- Chlorita wemmera
- Chlorita viridescens
- Chlorita viridula
- Chlorita zeravschanica